# Sääre (Kihnu)
Sääre – wieś w Estonii, w prowincji Parnawa, w gminie Kihnu.